# 11335 Santiago
11335 Santiago (1996 HW23) là một tiểu hành tinh vành đai chính được phát hiện ngày 20 tháng 4 năm 1996 bởi Eric Elst ở Đài thiên văn Nam Âu. Nó được đặt theo tên Santiago, the capital thuộc Chile.